# Familie Munster
Familie Munster ist der Name einer US-amerikanischen Sitcom, die zwischen 1988 und 1991 produziert wurde und auf der Fernsehserie The Munsters (1964–1966) basiert.
Die Serie wurde in den Vereinigten Staaten am 9. Oktober 1988 gestartet und lief bis zur Ausstrahlung der letzten Episode am 24. Mai 1991 drei Staffeln und 72 Episoden lang. Von 1990 bis 1993 wurde die Serie erstmals im deutschen Fernsehen ausgestrahlt.

## Rahmenhandlung
Eines von Opa Munsters Experimenten ist gewaltig schiefgelaufen: Er wollte eigentlich nur seine neuen Schlafsärge, in denen man die Dauer einstellen kann, für die man schlafen möchte, an sich und der ganzen Familie ausprobieren. Allerdings hat er am Zeitregler den Schalter verwechselt und so erwachen die Munsters nicht nach 20 Minuten, sondern nach 20 Jahren.

## Synchronisation
Die Serie wurde in Österreich beim Tonstudio G. Heinz in Wien synchronisiert.
| Rolle                    | Schauspieler    | Sprecher                                           |
| ------------------------ | --------------- | -------------------------------------------------- |
| Herman Munster           | John Schuck     | Dieter Witting                                     |
| Lily Munster             | Lee Meriwether  | Susanne Altschul                                   |
| Grandpa Vladimir Dracula | Howard Morton   | Detlev Eckstein                                    |
| Eddie Wolfgang Munster   | Jason Marsden   | Dominik Kaschke (Staffel 1) Aris Sas (Staffel 2–3) |
| Marilyn Munster          | Hilary van Dyke | Ulrike Beimpold                                    |

## Titellied
Für Familie Munster wurde die charakteristische Titelmelodie erstmals mit einem Text kombiniert: „We’re the Munsters, we’re the Munsters. We went to sleep twenty years ago, and we woke up with a brand new show. We’re the Munsters. We’re the Munsters … today.“

## Sonstiges
- Die Idee, die Munsters fürs Fernsehen wiederzubeleben, entstand bereits Anfang der 1980er-Jahre. Hierfür wurde 1981 der Fernsehfilm Die Rückkehr der Familie Frankenstein (The Munsters’ Revenge) mit der nahezu vollständigen Besetzung der Originalserie gedreht. Der Film war ein Misserfolg und die Serie, die ihm folgen sollte, kam nie zustande, da u. a. Hauptdarsteller Fred Gwynne danach nicht mehr gewillt war, jemals wieder die Rolle des Herman Munster zu spielen.
- Al Lewis war seinerzeit unglücklich, dass er für die Besetzung der Serie übergangen wurde. Das Studio sah Howard Morton als kostengünstigeren Ersatz.